# Botryobasidium lembosporum
Botryobasidium lembosporum é uma espécie de fungo pertencente à família Botryobasidiaceae.